# الأشباه والنظائر على مذهب أبي حنيفة النعمان
الأشباه والنظائر على مذهب أبي حنيفة النعمان هو كتاب من تأليف الإمام ابن نجيم الحنفي يعتبر من أهم كتب القواعد الفقهية على المذهب الحنفي، والكتاب مقسم إلى سبعة فنون: الأول في القواعد، وفيه: الكلام على القواعد الفقهية التي تجمع تحتها الفروع الكثيرة، والقواعد الكلية التي يتخرج عليها ما لا ينحصر من الصور الجزئية، والثاني في الفوائد، والثالث في الجمع والفرق من الأشباه والنظائر، والرابع في الألغاز الفقهية، والخامس في الأشباه والنظائر، والسادس في الحيل، والسابع في الحكايات، وقد اعتمد المصنف فيه على كتاب «الأشباه والنظائر» للإمام جلال الدين السيوطي.